# Mario Winans

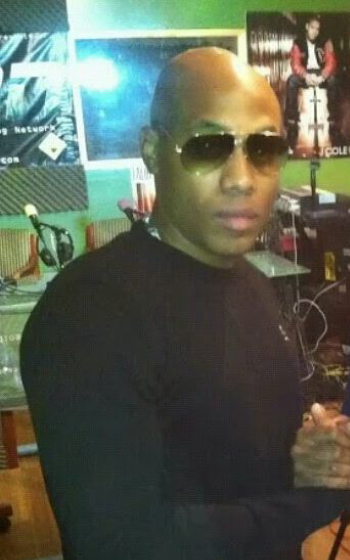
Mario Winans, 2014

Mario Winans (* 27. August 1974 in Orangeburg, South Carolina) ist ein US-amerikanischer Musikproduzent, Songwriter und Sänger. Bekanntheit erlangte er 2004 mit seinem Album Hurt No More sowie der Hitsingle I Don’t Wanna Know.

## Leben

### Jugend
Winans wurde in Orangeburg, South Carolina geboren, verbrachte jedoch einen Großteil seiner Kindheit in Detroit, Michigan. Als Sohn von Marvin und Vickie Winans und Neffe der Gospelsänger BeBe und CeCe Winans kam er sehr früh mit Kirchenmusik und Rhythm & Blues in Kontakt. Er lernte in der Schule Piano, Keyboard und Schlagzeug zu spielen.
Direkt nach seiner Zeit an der Highschool begann er mit der Produktion und dem Songwriting eigener Gospelsongs. Erste Anerkennung verdiente Winans sich jedoch vor allem für seine Arbeit mit Fred Hammond, The Anointed und The Clark Sisters, später machte er hauptsächlich durch seine Produktionen auf den Alben diverser Familienmitglieder auf sich aufmerksam.

### Karriere
Mitte der neunziger Jahre unterzeichnete Mario Winans einen exklusiven Produktionsvertrag mit Dallas Austins Rowdy Records. Den endgültigen Durchbruch erzielte er schließlich mit den Titeln I Can’t Sleep und You Remind Me, zwei Produktionen, die auf R. Kellys Album R. Kelly (1995) erschienen. Bald darauf folgten Zusammenarbeiten mit der Sängerin Pebbles und der Popgruppe 98 Degrees.
Zwei Jahre später, 1997, veröffentlichte Winans sein Debütalbum Story of My Heart bei Motown Records. Obwohl die erste und einzige Singleauskopplung Don’t Know die Top 50 der amerikanischen R&B Charts erreichte, floppte das Album. Kurze Zeit später schloss Mario Winans sich Diddys Bad Boy Records an, für dessen Künstler (unter anderem The Notorious B.I.G., Lil’ Kim, Faith Evans, Loon und 112) er im Laufe der Jahre anhaltend co-produzierte. Zu Winans größten Erfolgen aus dieser Zeit zählen sowohl die Remix-Compilation We Invented the Remix (2002) als auch die Singleauskopplungen I Need a Girl (Part I) und (Part II).
Parallel dazu arbeitete Winans bis 2003 regelmäßig an seinem zweiten Album Hurt No More. Die erste Singleauskopplung der Platte, I Don’t Wanna Know mit einem Sample aus Enyas Song Boadicea, wurde Anfang 2004 veröffentlicht und entwickelte sich innerhalb weniger Wochen zu einem Welthit. Es erreichte unter anderem in Großbritannien und Deutschland Platz 1 der Singlecharts. Im Zuge des Erfolges erreichte das im April 2004 veröffentlichte Album Hurt No More Platz 2 in den US-Billboard-Albumcharts und Platz 3 in Großbritannien.
In den Folgejahren machte Winans wieder vermehrt als Produzent von Künstlern, wie Mary J. Blige, Beyoncé, Whitney Houston, Ice Cube und Jennifer Lopez, auf sich aufmerksam. 2009 war Winans auf einem Album des deutschen Rappers Massiv mit dem Lied Dream vertreten. 2012 veröffentlichte er mit Kay One den Song I Need a Girl (Part III).

## Diskografie

### Studioalben
| Jahr | Titel             | Höchstplatzierung, Gesamtwochen, AuszeichnungChartplatzierungen (Jahr, Titel, Platzierungen, Wochen, Auszeichnungen, Anmerkungen) | Höchstplatzierung, Gesamtwochen, AuszeichnungChartplatzierungen (Jahr, Titel, Platzierungen, Wochen, Auszeichnungen, Anmerkungen) | Höchstplatzierung, Gesamtwochen, AuszeichnungChartplatzierungen (Jahr, Titel, Platzierungen, Wochen, Auszeichnungen, Anmerkungen) | Höchstplatzierung, Gesamtwochen, AuszeichnungChartplatzierungen (Jahr, Titel, Platzierungen, Wochen, Auszeichnungen, Anmerkungen) | Höchstplatzierung, Gesamtwochen, AuszeichnungChartplatzierungen (Jahr, Titel, Platzierungen, Wochen, Auszeichnungen, Anmerkungen) | Anmerkungen                          |
| Jahr | Titel             | DE | AT | CH | UK | US | Anmerkungen                          |
| ---- | ----------------- | --- | --- | --- | --- | --- | ------------------------------------ |
| 1997 | Story of my Heart | — | — | — | — | — | Erstveröffentlichung: 24. Juni 1997  |
| 2004 | Hurt No More      | DE6 (16 Wo.)DE | AT62 (3 Wo.)AT | CH13 (16 Wo.)CH | UK3 Platin · (21 Wo.)UK | US2 Gold · (17 Wo.)US | Erstveröffentlichung: 20. April 2004 |

### Singles
| Jahr | Titel Album                                            | Höchstplatzierung, Gesamtwochen, AuszeichnungChartplatzierungen (Jahr, Titel, Album, Platzierungen, Wochen, Auszeichnungen, Anmerkungen) | Höchstplatzierung, Gesamtwochen, AuszeichnungChartplatzierungen (Jahr, Titel, Album, Platzierungen, Wochen, Auszeichnungen, Anmerkungen) | Höchstplatzierung, Gesamtwochen, AuszeichnungChartplatzierungen (Jahr, Titel, Album, Platzierungen, Wochen, Auszeichnungen, Anmerkungen) | Höchstplatzierung, Gesamtwochen, AuszeichnungChartplatzierungen (Jahr, Titel, Album, Platzierungen, Wochen, Auszeichnungen, Anmerkungen) | Höchstplatzierung, Gesamtwochen, AuszeichnungChartplatzierungen (Jahr, Titel, Album, Platzierungen, Wochen, Auszeichnungen, Anmerkungen) | Anmerkungen                                                                      |
| Jahr | Titel Album                                            | DE | AT | CH | UK | US | Anmerkungen                                                                      |
| ---- | ------------------------------------------------------ | --- | --- | --- | --- | --- | -------------------------------------------------------------------------------- |
| 2002 | I Need a Girl (Part Two) We Invented The Remix, Vol. 1 | DE8 (20 Wo.)DE | AT32 (14 Wo.)AT | CH5 (25 Wo.)CH | UK4 (11 Wo.)UK | US2 (23 Wo.)US | Erstveröffentlichung: 26. Februar 2002 P. Diddy feat. M. Winans, Loon & Ginuwine |
| 2004 | I Don’t Wanna Know Hurt No More                        | DE1 Gold · (15 Wo.)DE | AT6 (20 Wo.)AT | CH2 (25 Wo.)CH | UK1 Silber (Physisch) + Silber (Digital) · (17 Wo.)UK                                                                                    | US2 Platin · (30 Wo.)US | Erstveröffentlichung: 25. Mai 2004 feat. P. Diddy & Enya                         |
| 2004 | Never Really Was Hurt No More                          | DE52 (5 Wo.)DE | — | — | UK44 (2 Wo.)UK | — | Erstveröffentlichung: 11. September 2004 feat. Foxy Brown                        |
| 2007 | Through the Pain (She Told Me) Press Play              | DE46 (6 Wo.)DE | — | — | UK50 (4 Wo.)UK | — | Erstveröffentlichung: 6. August 2007 P. Diddy feat. M. Winans                    |
| 2012 | I Need a Girl (Part III) Prince of Belvedair           | DE29 (8 Wo.)DE | AT44 (1 Wo.)AT | CH39 (2 Wo.)CH | — | — | Erstveröffentlichung: 17. Februar 2012 mit Kay One                               |

Weitere Singles
- 1997: Don’t Know
- 2009: Dream (feat. Massiv)
- 2010: Mine (mit Sahara)
- 2012: Forever (mit Timati)